# Therese Behr-Schnabel

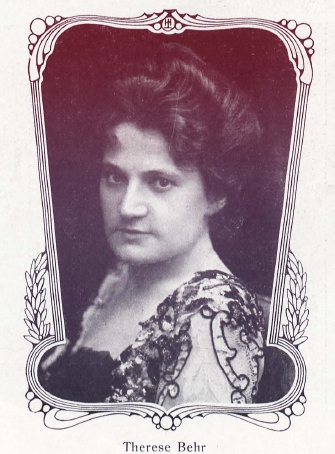
Therese Behr, 1903

Therese Behr-Schnabel (* 14. September 1876 in Stuttgart; † 30. Januar 1959 in Lugano) war eine deutsche Altistin und Gesangslehrerin. Sie gilt als eine der führenden Lied- und Konzertsängerinnen ihrer Zeit.

## Leben

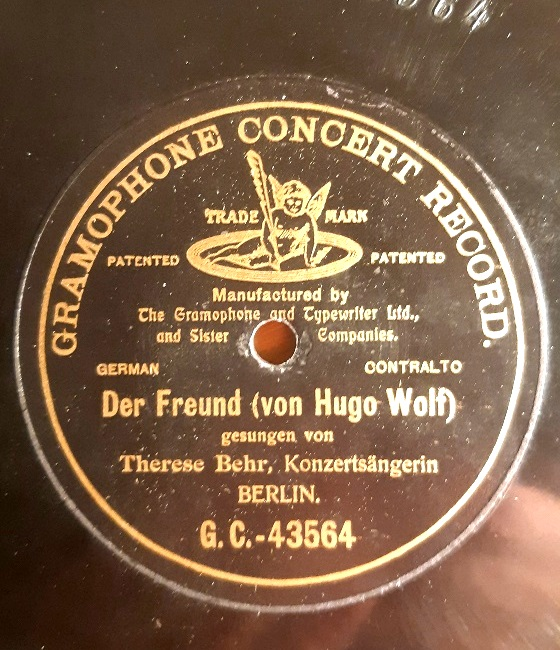
Schallplatte von Therese Behr (Berlin 1904)

Behr-Schnabel war zunächst Schülerin von Julius Stockhausen in Frankfurt am Main und von Franz Wüllner in Köln, bevor sie 1898 nach Berlin übersiedelte, um bei Elka Gerster Unterricht nehmen zu können. Sie debütierte im selben Jahr und hatte 1899 ihren ersten großen Erfolg mit Alfred Reisenauer (Schüler von Franz Liszt) als Begleiter. Angeregt durch ihre dunkle Alt-Stimme widmete Richard Strauss ihr das Lied Traum durch die Dämmerung. Strauss, Reisenauer und ihr Ehemann Artur Schnabel (Heirat 1905) waren bei ihren Auftritten häufige Klavierbegleiter. Sie trat später auch noch sehr häufig mit ihrem Sohn Karl Ulrich Schnabel (1909–2001) auf.
Während ihrer Berliner Zeit war das Haus der Schnabels ein beliebter Treffpunkt der Musikszene.
Ihr Ehemann hat einen Gutteil seiner Karriere der Förderung seiner Frau zu verdanken, die ihn protegierte und insistierte, dass er als ihr Klavierbegleiter auftrat. Ihr zweiter Sohn, Stefan Schnabel (1912–1999), wurde ein vor allem in den USA bekannter Schauspieler.

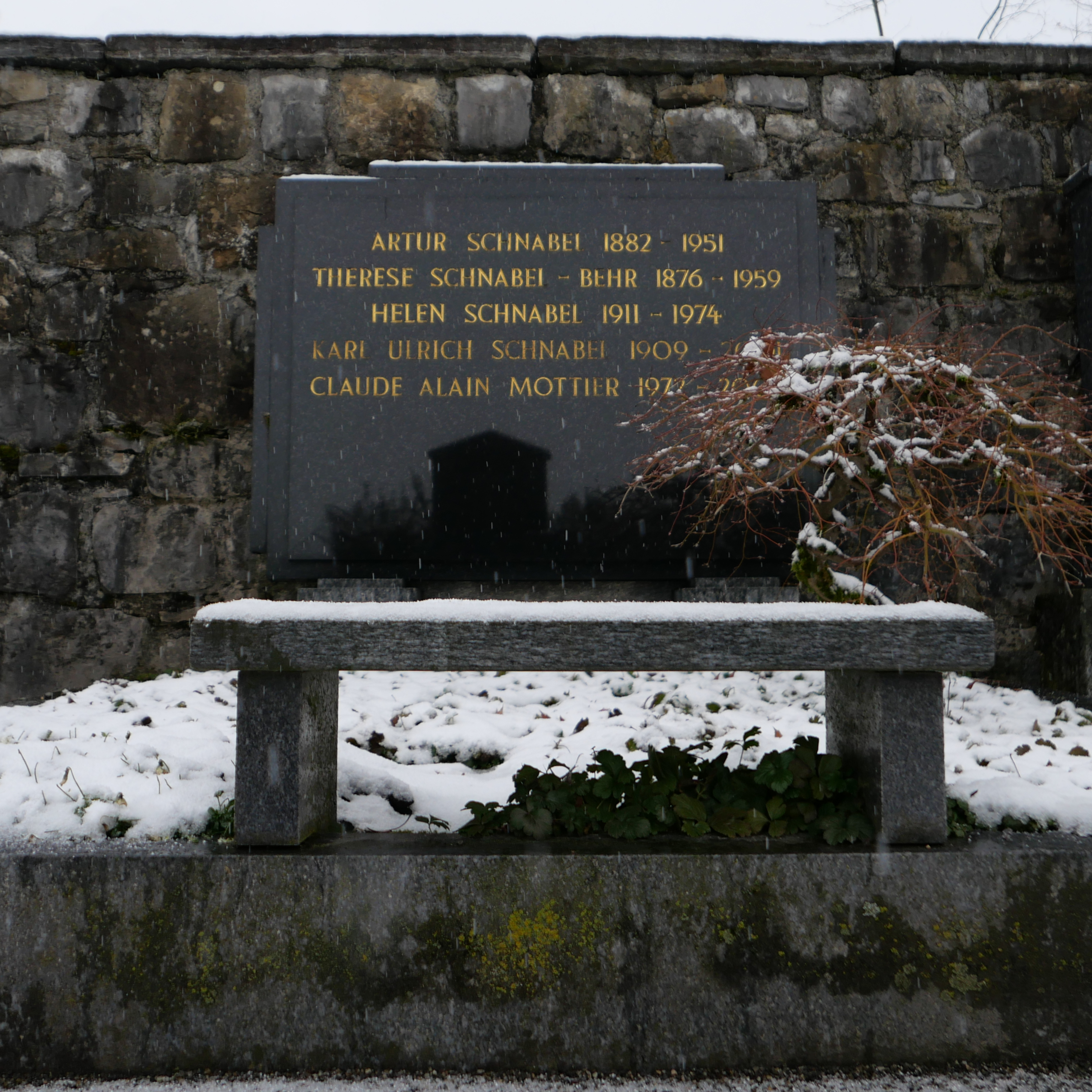
Das Familiengrab, 2024

Wegen der Machtübernahme der Nationalsozialisten emigrierte sie mit ihrer Familie nach Großbritannien. Von 1933 bis 1939 lebte die Familie Schnabel im Sommer in Tremezzo am Comersee in der Villa Ginetta. Dort befand sich auch die Schnabel-Schule. Diese wurde von Peter Diamand, dem späteren Leiter des Holland Festivals geleitet. Ihr Mann Artur Schnabel unterrichtete die Pianisten, Therese die Sänger und der von den Nationalsozialisten als Konzertmeister der Berliner Philharmoniker entlassene Szymon Goldberg die Geiger. Diese Sommerklassen wurden von etwa fünfzig Meisterschülern besucht.
1937 oder 1939 wanderte die Familie Schnabel in die USA (New York) aus, wo sie 1944 die Staatsbürgerschaft annahm. Nach dem Krieg kehrte die Familie nach Tremezzo zurück. Acht Jahre nach dem Tod des Ehemannes starb Therese Behr-Schnabel in Lugano. Sie wurde an der Seite ihres Mannes in Schwyz, dem Hauptort des gleichnamigen Schweizer Kantons, beigesetzt. In dem Grab fanden auch ihr Sohn Karl Ulrich, dessen Frau Helen, geb. Fogel (1911–1974), eine Pianistin aus den USA, und ihr Urenkel Claude Alain Mottier (1972–2002), der ebenfalls Pianist war, ihre letzte Ruhestätte. Im Jahr 2006 erklärte die Gemeinde Schwyz das Familiengrab zum Denkmal, wodurch es dauerhaft vor der Auflassung geschützt ist.
Erste Schallplatten auf G&T (Berlin 1904), dreißig Jahre später erschienen drei Platten für HMV (London 1934) mit Artur Schnabel als Klavierbegleiter.

## Schüler
- Lotte Leonard
- Gertrud Hindemith
- Maria Stader
- Peter Pears